# Takashimaya

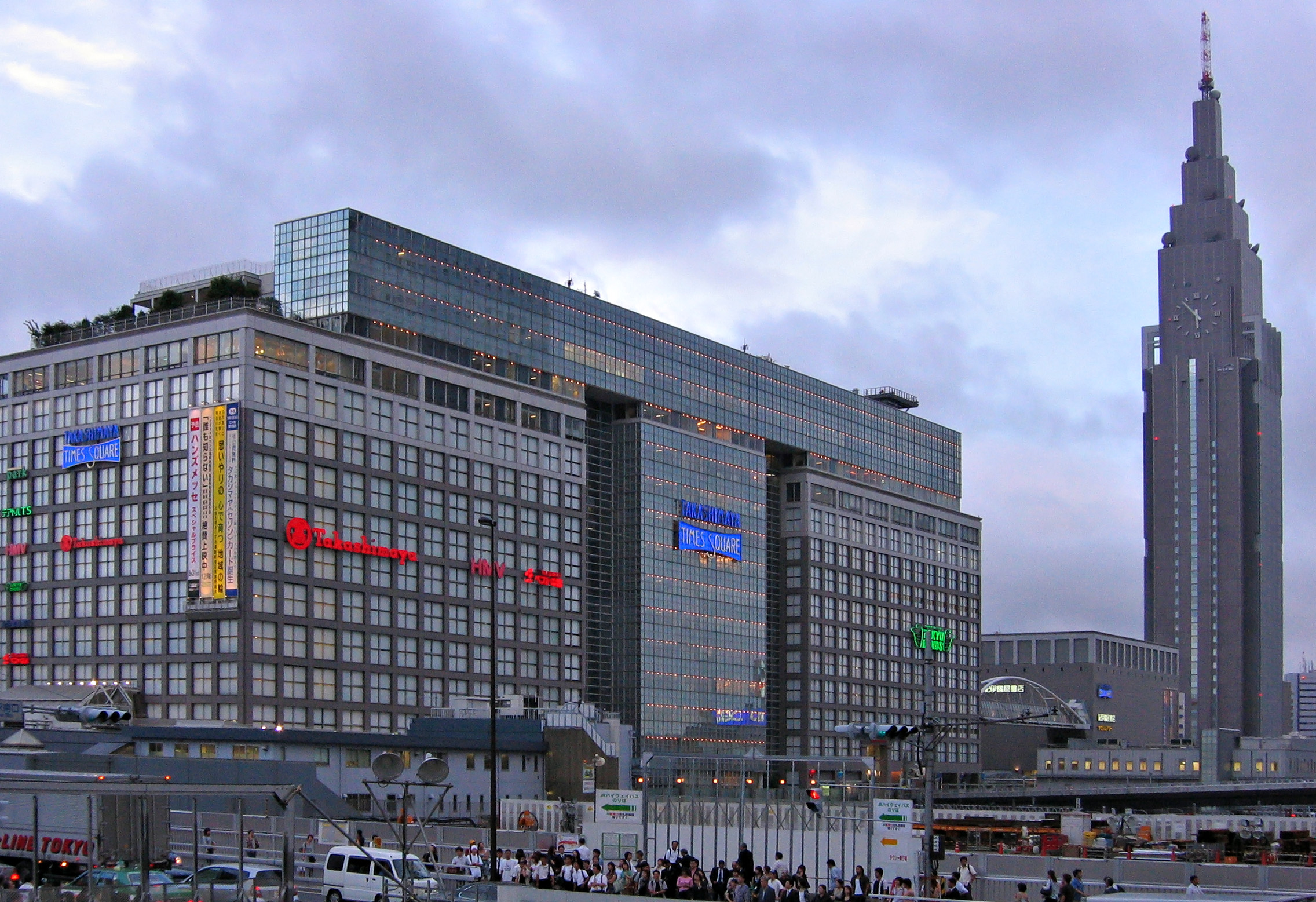
Takashimaya Times Square in Tokio

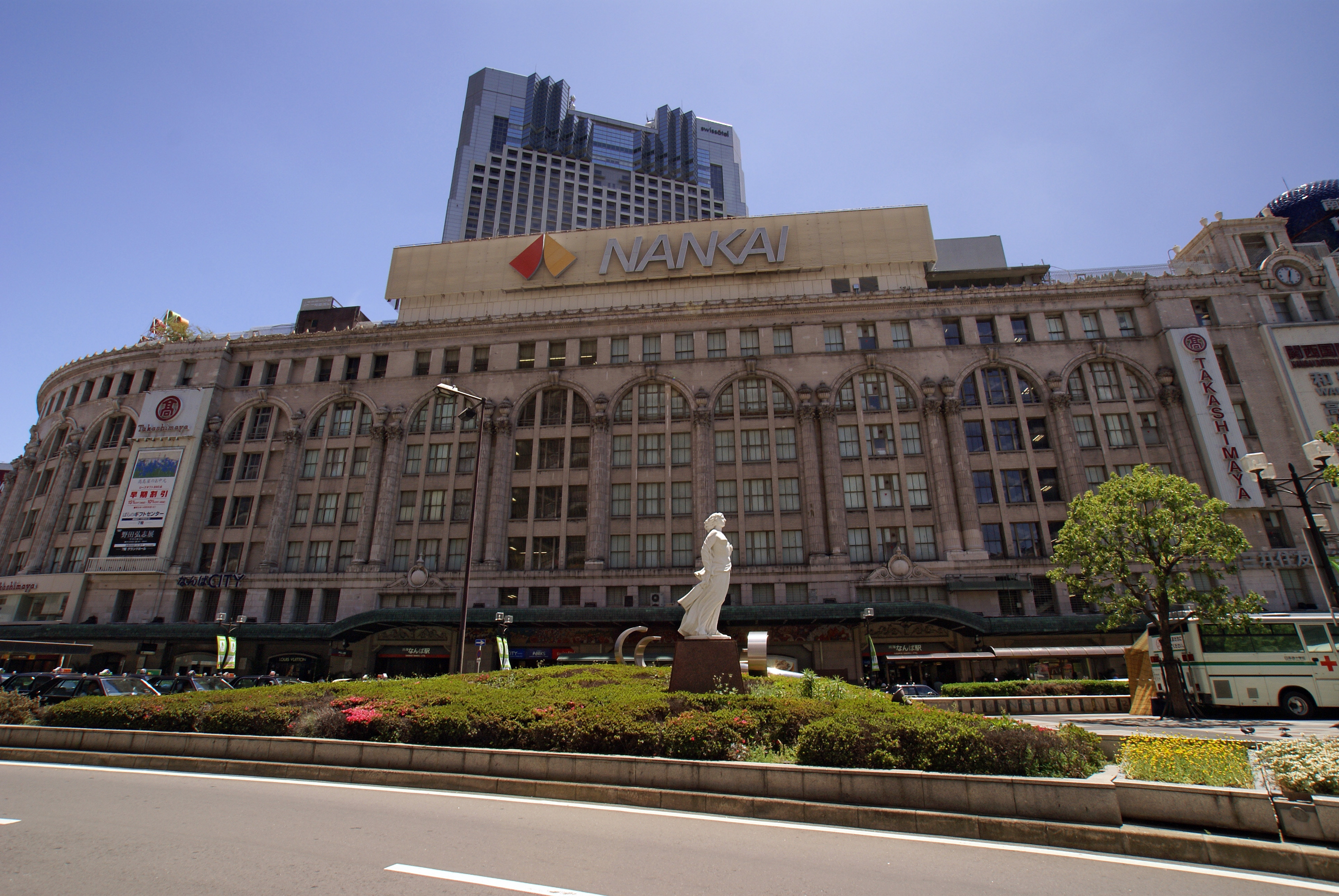
Takashimaya, Osaka

K.K. Takashimaya (jap. 株式会社高島屋, Kabushiki-gaisha Takashimaya), gelistet im Nikkei 225, ist eine große japanische Kaufhauskette (depāto) mit Hauptsitz in Osaka. Benannt wurde sie nach der Stadt Takashima in der Präfektur Shiga.
Die Großhandelsunternehmung wurde 1829 in Kyōto von Iida Shinshichi gegründet. Inzwischen hat Takashimaya Filialen in ganz Japan und jeweils eine Niederlassung in New York City an der Fifth Avenue, Taipei, in der Orchard Road in Singapur und in Paris am Boulevard Haussmann im 9. Arrondissement.